# طاجين ملسوقة
الطاجين الملسوقة، هو طبق تونسي يتكون من صفائح من عجينة الملسوقة محشوة بحشوة لذيذة.
الاسم مًستنبط من كلمة لصق بمعنى "الالتصاق"، مُشيرًا إلى عملية الطهي بأخذ كرة من العجين ولصقها في المقلاة الساخنة لإنشاء طبقات من صفائح الملسوقة. يمكن أن يشير اسم ملسوقة إلى كل من المعجنات والطبق.
يشير الطاجن التونسي إلى الطبق اللذيذ نفسه، على عكس الطبق الجزائري والمغربي، البسطيلة،  والتي تشير إلى الأداة التي يتم فيها تحضير الحساء وتقديمه، على غرار فطيرة اللحم الإنجليزية. أما الفطيرة التونسية، المحشوة بالبيض أو الخضار أو اللحوم، فتُستمتع بها عادة باردة كوجبة خفيفة.